# Martim Vasques da Cunha
Martim Vasques da Cunha  foi um nobre do Reino de Portugal e o 4.º senhor do Morgado de Tábua e o 6.º senhor de Tábua..
Exerceu o cargo de Alcaide-mor do Castelo de Linhares da Beira e no reinado de D. Dinis do Castelo de Celorico da Beira. Além dessas alcaidarias teve os senhorios de Pombeiro, de Angeja e de Bemposta.
A quando da Batalha de Trancoso que ocorreu a princípios do mês de junho do ano de 1385, entre forças Portuguesas e Castelhanas, voltava para Castela o rei D. João I de Castela que invadira Portugal, saiu-lhes ao encontro o Alcaide-Mor do Castelo de Trancoso, Gonçalo Vasques Coutinho, as forças do Alcaide-Mor do Castelo de Linhares, Martim Vasques da Cunha e as do Alcaide-Mor do Castelo de Celorico da Beira, João Fernandes Pacheco que travaram combate junto à Capela de São Marcos de Trancoso, em Trancoso. Portugal venceu a contenda e desse modo recuperaram as posses e libertaram os cativos.
Já na campanha de 1386 ao serviço de D. João I, após tomarem Almeida, esta hoste dividiu-se em três e ele seguiu no seu o comando. Mas, como o alvo seguinte era o cerco à vila de Coria, já em território castelhano, então esta se voltou a reagrupar. E como o resultado prático foi nulo para as forças sitiantes estas acabaram por retirar para Penamacor, terminando aí essa campanha.

## Relações familiares
Foi filho de Vasco Lourenço da Cunha (1210 -?), 2.º senhor do Morgado de Tábua e de D. Teresa Pires Portel (c. 1210 – 1291), filha de D. Pedro Pires de Portel ou D. Pedro Pires Fernandes de Portel ou ainda D. Pedro Pires de Portugal e de D. Froile Rodrigues de Pereira.
Casou com Joana Rodrigues de Nomães (1240 -?) filha de D. Rodrigo Martins de Nomães e de Beatriz Anes Redondo, de quem teve:
1. Vasco Martins da Cunha (1260 -?), 5.º senhor do Morgado de Tábua casado com Senhorinha Fernandes de Chacim, filha de Fernão Gonçalves Chancino;
2. Rui Martins de Nomães[4] (? – 1305) casado com Senhorinha Rodrigues de Bifardel ou Senhorinha Portocarreiro Bifardel, filha de Rui Gonçalves Bifardel[5][6][7] e de Senhorinha Fernandes de Chacim;
3. Brites da Cunha casada com Fernão Martins Teixeira;
4. Teresa Martins da Cunha (1280 -?) casada com Fernão Gonçalves de Chacim.